# Luchapt

Luchapt este o comună în departamentul Vienne, Franța. În 2009 avea o populație de 293 de locuitori.